# 費爾維尤 (密蘇里州林肯縣)
費爾維尤（英語：Fairview）是位於美國密蘇里州林肯縣的非建制地區。

## 歷史
費爾維尤的郵局於1882年設立，其後於1903年停運。

## 地理
費爾維尤所處的海拔為高於海平面203米（即666英呎），而該地所採用的時區為UTC-6，即北美中部時區（CST）。同時該地設有夏令時間，為UTC-6調快一小時，即UTC-5（CDT）。